# Этреваль
Этрева́ль (фр. Étreval) — коммуна во французском департаменте Мёрт и Мозель, региона Лотарингия. Относится к кантону Везелиз.

## География
Этреваль расположен в 29 км к югу от Нанси в исторической области Сентуа. Соседние коммуны: Витре на севере, Оньевиль и Вронкур на северо-востоке, Шауйе на юго-востоке, Торе-Лиоте на юго-западе, Лалёф на западе.

## Демография
Население коммуны на 2010 год составляло 64 человека.
| 1962 | 1968 | 1975 | 1982 | 1990 | 1999 | 2010 |
| ---- | ---- | ---- | ---- | ---- | ---- | ---- |
| 49   | 30   | 35   | 43   | 44   | 52   | 64   |